# 鲁让
鲁让（法語：Roujan，法語發音：[ʁuʒɑ̃]）是法国埃罗省的一个市镇，属于贝济耶区。

## 地理
鲁让（43°30'17"N, 3°18'38"E）面积17.02 平方千米，位于法国奧克西塔尼大區埃罗省，该省份为法国南部沿海省份，南濒地中海，西南接奥德省，西北接塔恩省和阿韦龙省，东北与加尔省接壤。
与鲁让接壤的市镇（或旧市镇、城区）包括：阿利尼昂迪旺、科镇、加比扬、马尔贡、内菲耶斯、普佐勒、瓦扬。

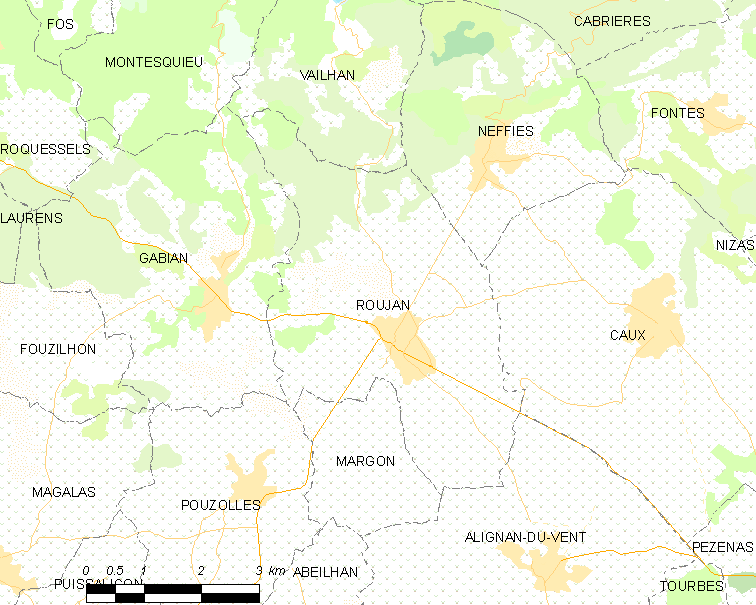
鲁让的OSM定位图

鲁让的时区为UTC+01:00、UTC+02:00（夏令时）。

## 行政
鲁让的邮政编码为34320，INSEE市镇编码为34237。

## 政治
鲁让所属的省级选区为卡祖勒莱贝济耶县。

## 人口

1962-2008年间鲁让人口变化图示

鲁让于2022年1月1日时的人口数量为2297人。